# Philip Yorke (3e comte de Hardwicke)
Philip Yorke, 3e comte de Hardwicke (31 mai 1757 - 18 novembre 1834) est un homme politique britannique.

## Biographie

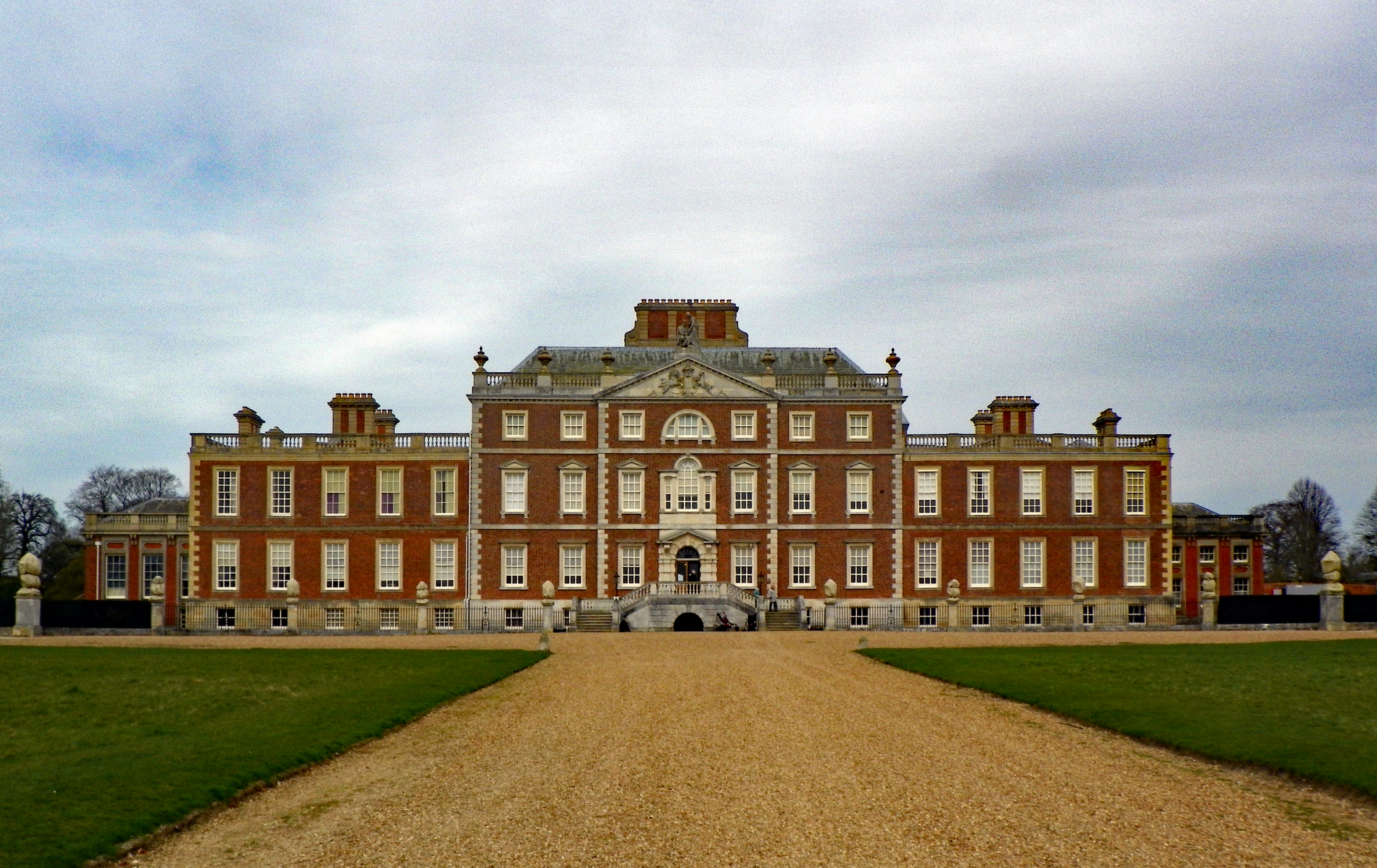
Wimpole Hall

Né à Cambridge, en Angleterre, il est le fils aîné de Charles Yorke, Lord Chancelier, de sa première femme, Catherine Freman. Il fait ses études à Harrow School et Queens' College, à Cambridge.
En 1790, il succède à son oncle Philip dans son comté et ses domaines, notamment à Wimpole Hall.

## Carrière politique
Il est député de Cambridgeshire de 1780 à 1790, suivant les traditions whigs de sa famille, mais après son accession au titre de comte en 1790, il soutient William Pitt le Jeune, et prend ses fonctions en 1801 comme Lord lieutenant d'Irlande, où il soutient l’émancipation des catholiques. Il est admis au Conseil privé en 1801, créé chevalier de la jarretière en 1803 et est membre de la Royal Society.

## Famille
Il épouse Elizabeth, fille de James Lindsay (5e comte de Balcarres), en 1782. Ils ont quatre fils et quatre filles :
- Philip Yorke (vicomte Royston) (7 mai 1784 - 4 avril 1808), député de Reigate, mais il mort en mer au large de Lübeck (sans descendance)
- Charles (23 août 1787 - 28 décembre 1791);
- Charles James Yorke, vicomte Royston (14 juillet 1797 – 30 avril 1810), décède à Wimpole de la scarlatine
- Joseph John (12 août 1800 - mars 1801).

- Anne épouse John Savile (3e comte de Mexborough);
- Catherine épouse Dupre, comte de Caledon;
- Elizabeth épouse Lord Stuart de Rothesay ;
- Caroline épouse le comte Somers.

Lord Hardwicke décède le 17 octobre 1834, à l'âge de 77 ans. Il est enterré dans l'église St Andrew de Wimpole, dans le Cambridgeshire, dans une tombe de Richard Westmacott (le plus jeune). Comme il n'a aucun descendant masculin survivant, son neveu, Charles Yorke (4e comte de Hardwicke), lui succède au comté. Lady Hardwicke décède le 26 mai 1858 à l'âge de 94 ans.